# Telekamery 2011
Telekamery 2011 – czternaste wręczenie nagrody Telekamery Tele Tygodnia za rok 2010 dla postaci i wydarzeń telewizyjnych, które odbyło się 7 lutego 2011 w Teatrze Polskim w Warszawie. Nagrody zostały przyznane w 16 kategoriach, w tym nowej kategorii – Telekamera Internautów. Przyznano także specjalną nagrodę TVP2 dla Kabaretu Ani Mru-Mru.
Ceremonię wręczenia nagród można było oglądać w TVP2, gdzie powróciła po rocznej przerwie, gdyż Telekamery 2010 były dostępna jedynie w Internecie, za pośrednictwem internetowej telewizji Interia.tv.

## Kategorie

### Informacje – osobowość
Wręczała: Krystyna Czubówna
| Miejsce     | Imię i nazwisko   | Program             | Telewizja | Procent głosów |
| ----------- | ----------------- | ------------------- | --------- | -------------- |
| 1           | Krzysztof Ziemiec | Wiadomości          | TVP1      | 34%            |
| 2           | Anita Werner      | Fakty               | TVN       | 19%            |
| 2           | Anita Werner      | Serwis informacyjny | TVN24     | 19%            |
| 3           | Andrzej Turski    | Panorama            | TVP2      | 18%            |
|             | Jarosław Gugała   | Wydarzenia          | Polsat    |                |
| Polsat News | Jarosław Gugała   | Wydarzenia          |           |                |
|             | Piotr Kraśko      | Wiadomości          | TVP1      |                |

### Publicystyka – program
Wręczała: Alicja Resich-Modlińska
| Miejsce | Program                     | Telewizja | Procent głosów |
| ------- | --------------------------- | --------- | -------------- |
| 1       | Magazyn Ekspresu Reporterów | TVP2      | 45%            |
| 2       | Sprawa dla reportera        | TVP1      | 26%            |
| 3       | Celownik                    | TVP1      | 12%            |
|         | Interwencja                 | Polsat    |                |
|         | Superwizjer                 | TVN       |                |

### Komentator sportowy
Wręczał: Włodzimierz Szaranowicz
| Miejsce   | Imię i nazwisko    | Dyscyplina                                               | Telewizja          | Procent głosów |
| --------- | ------------------ | -------------------------------------------------------- | ------------------ | -------------- |
| 1         | Maciej Kurzajewski | skoki narciarskie                                        | TVP1               | 41%            |
| 1         | Maciej Kurzajewski | skoki narciarskie                                        | TVP2               | 41%            |
| 1         | Maciej Kurzajewski | skoki narciarskie                                        | TVP Info           | 41%            |
| 1         | Maciej Kurzajewski | skoki narciarskie                                        | TVP Sport          | 41%            |
| 2         | Przemysław Babiarz | lekkoatletyka łyżwiarstwo figurowe pływanie              | TVP1               | 35%            |
| 2         | Przemysław Babiarz | lekkoatletyka łyżwiarstwo figurowe pływanie              | TVP2               | 35%            |
| 2         | Przemysław Babiarz | lekkoatletyka łyżwiarstwo figurowe pływanie              | TVP Info           | 35%            |
| 2         | Przemysław Babiarz | lekkoatletyka łyżwiarstwo figurowe pływanie              | TVP Sport          | 35%            |
| 3         | Mateusz Borek      | boks piłka nożna                                         | Polsat             | 15%            |
| 3         | Mateusz Borek      | boks piłka nożna                                         | Polsat Sport       | 15%            |
| 3         | Mateusz Borek      | boks piłka nożna                                         | Polsat Sport HD    | 15%            |
| 3         | Mateusz Borek      | boks piłka nożna                                         | Polsat Sport Extra | 15%            |
| 3         | Mateusz Borek      | boks piłka nożna                                         | Polsat Futbol      | 15%            |
|           | Sergiusz Ryczel    | piłka nożna                                              | TVN                |                |
| TVN24     | Sergiusz Ryczel    | piłka nożna                                              |                    |                |
| nSport    | Sergiusz Ryczel    | piłka nożna                                              |                    |                |
|           | Piotr Sobczyński   | Koszykówka Łyżwiarstwo figurowe Biathlon Hokej na trawie | TVP1               |                |
| TVP2      | Piotr Sobczyński   | Koszykówka Łyżwiarstwo figurowe Biathlon Hokej na trawie |                    |                |
| TVP Info  | Piotr Sobczyński   | Koszykówka Łyżwiarstwo figurowe Biathlon Hokej na trawie |                    |                |
| TVP Sport | Piotr Sobczyński   | Koszykówka Łyżwiarstwo figurowe Biathlon Hokej na trawie |                    |                |

### Rozrywka – osobowość
Wręczali: Katarzyna Madey i Tadeusz Drozda
| Miejsce | Imię i nazwisko                   | Program                       | Telewizja | Procent głosów |
| ------- | --------------------------------- | ----------------------------- | --------- | -------------- |
| 1       | Zenon Laskowik & Waldemar Malicki | Laskowik & Malicki            | TVP2      | 46%            |
| 2       | Kuba Wojewódzki                   | Kuba Wojewódzki               | TVN       | 21%            |
| 3       | Robert Górski                     | Kabaretowy Klub Dwójki        | TVP1      | 13%            |
| 3       | Robert Górski                     | Kabaretowy Klub Dwójki        | TVP2      | 13%            |
|         | Tomasz Kammel & Mariusz Kałamaga  | Stand up. Zabij mnie śmiechem | Polsat    |                |
|         | Maciej Miecznikowski              | Tak to leciało!               | TVP2      |                |

### Program rozrywkowy
Wręczał: Marcin Daniec
| Miejsce       | Nazwa programu                | Prowadzący                       | Telewizja | Procent głosów |
| ------------- | ----------------------------- | -------------------------------- | --------- | -------------- |
| 1             | Jaka to melodia?              | Robert Janowski                  | TVP1      | 60%            |
| 2             | Mam talent!                   | Szymon Hołownia                  | TVN       | 18%            |
| 2             | Mam talent!                   | Marcin Prokop                    | TVN       | 18%            |
| 3             | Kocham cię, Polsko!           | Maciej Kurzajewski               | TVP2      | 14%            |
|               | Kabaretowy Klub Dwójki        | Robert Górski                    | TVP2      |                |
| Marcin Wójcik | Kabaretowy Klub Dwójki        |                                  | TVP2      |                |
|               | Stand up. Zabij mnie śmiechem | Tomasz Kammel & Mariusz Kałamaga | Polsat    |                |

### Serial codzienny
Wręczali: Marta Żmuda Trzebiatowska i Piotr Grabowski
| Miejsce | Tytuł           | Stacja telewizyjna | Procent głosów |
| ------- | --------------- | ------------------ | -------------- |
| 1       | Barwy szczęścia | TVP2               | 51%            |
| 2       | Majka           | TVN                | 25%            |
| 3       | Klan            | TVP1               | 15%            |
|         | Pierwsza miłość | Polsat             | 7%             |
|         | Na Wspólnej     | TVN                | 2%             |

### Serial cotygodniowy
Wręczali: Małgorzata Kożuchowska i Tomasz Karolak
| Miejsce | Tytuł          | Stacja telewizyjna | Procent głosów |
| ------- | -------------- | ------------------ | -------------- |
| 1       | Ojciec Mateusz | TVP1               | 38%            |
| 2       | Czas honoru    | TVP2               | 27%            |
| 3       | Hotel 52       | Polsat             | 15%            |
|         | Blondynka      | TVP1               |                |
|         | Usta Usta      | TVN                |                |

### Aktor
Wręczali: Teresa Lipowska i Johan Larsson
| Miejsce | Imię i nazwisko     | Serial/Film                                | Procent głosów |
| ------- | ------------------- | ------------------------------------------ | -------------- |
| 1       | Piotr Adamczyk      | Czas honoru                                | 24.18%         |
| 2       | Andrzej Młynarczyk  | M jak miłość                               | 24,16%         |
| 3       | Cezary Żak          | Ludzie Chudego, Ranczo                     | 23%            |
|         | Tomasz Ciachorowski | Majka, Złotopolscy, Licencja na wychowanie |                |
|         | Michał Piela        | Ojciec Mateusz, Hela w opałach             |                |

### Aktorka
Wręczał: Daniel Olbrychski
| Miejsce | Imię i nazwisko     | Serial                  | Procent głosów |
| ------- | ------------------- | ----------------------- | -------------- |
| 1       | Katarzyna Zielińska | Barwy szczęścia         | 36%            |
| 2       | Joanna Osyda        | Majka                   | 20%            |
| 3       | Małgorzata Braunek  | Miłość nad rozlewiskiem | 17%            |
|         | Julia Pietrucha     | Blondynka, M jak miłość |                |
|         | Magdalena Schejbal  | Szpilki na Giewoncie    |                |

### Muzyka
Wręczali: Maryla Rodowicz i Dariusz Maciborek
| Miejsce | Imię i nazwisko                         | Single 2010                                                                                               | Album 2010             | Procent głosów |
| ------- | --------------------------------------- | --- | ---------------------- | -------------- |
| 1       | Agnieszka Chylińska                     | Zima Wybaczam Ci Niebo                                                                                    | brak                   | 36%            |
| 2       | Patrycja Markowska                      | Księżycowy Hallo, Hallo                                                                                   | Patrycja Markowska     | 27%            |
| 3       | Ewa Farna                               | La la laj Maska Ohňonoši Stejný cíl mám dál oraz Jan Bendig Nie zmieniajmy nic oraz Kuba Molęda EWAkuacja | EWAkuacja              | 18%            |
|         | De Mono                                 | Póki na to czas Życie to sen                                                                              | No Stress              |                |
|         | Grzegorz Markowski & Ryszard Sygitowicz | Każdej nocy To                                                                                            | Markowski & Sygitowicz |                |

### Kanał Filmowy
Wręczał:
| Miejsce | Nazwa kanału          | Procent głosów |
| ------- | --------------------- | -------------- |
| 1       | Kino Polska           | 50%            |
| 2.      | HBO                   | 24%            |
| 3.      | AXN                   | 14%            |
|         | 13th Street Universal |                |
|         | Comedy Central        |                |

### Kanał Popularnonaukowy i Kulturalny
Wręczał:
| Miejsce | Nazwa kanału        | Procent głosów |
| ------- | ------------------- | -------------- |
| 1       | Discovery Channel   | 28%            |
| 2       | National Geographic | 26%            |
| 3       | Animal Planet       | 20%            |
|         | Planete             |                |
|         | TVP Kultura         |                |

### Kanał Sportowy
Wręczał:
| Miejsce | Nazwa kanału | Procent głosów |
| ------- | ------------ | -------------- |
| 1       | Polsat Sport | 32%            |
| 2       | TVP Sport    | 29%            |
| 3       | Eurosport    | 23%            |
|         | Canal+ Sport |                |
|         | nSport       |                |

### Kanał Dziecięcy
Wręczał:
| Miejsce | Nazwa kanału    | Procent głosów |
| ------- | --------------- | -------------- |
| 1       | Disney Channel  | 34%            |
| 2       | Mini Mini       | 30%            |
| 3       | Cartoon Network | 22%            |
|         | BBC Cbeebies    |                |
|         | Polsat JimJam   |                |

### Kanał Informacyjny i Biznesowy
Wręczał:
| Miejsce | Nazwa kanału | Procent głosów |
| ------- | ------------ | -------------- |
| 1       | TVN24        | 47%            |
| 2       | TVP Info     | 30%            |
| 3       | Polsat News  | 11%            |
|         | Superstacja  |                |
|         | TV Biznes    |                |

## Telekamera Internautów
Wręczali: Magdalena Walach, Artur Potocki
- TVN24 (61% głosów)